# The Astyanax
The Astyanax, känd i Japan som The Lord of King (ザ・ロード・オブ・キング?), är ett sidscrollande actionspel utvecklat av Aicom släppt för arkader av Jaleco. En version för Nintendo Entertainment System, helt enkelt med titeln Astyanax, släpptes ett år efter arkadversionen.

### Fotnoter
1. ↑  ”Astyanax” (på engelska). Nintendo. https://nintendo.fandom.com/wiki/Astyanax. Läst 24 april 2020.